# Фарина (Илиноис)
Фарина (енгл. Farina) град је у америчкој савезној држави Илиноис.

## Демографија
По попису из 2010. године број становника је 518, што је 40 (-7,2%) становника мање него 2000. године.
| Група             | 2000.       | 2010.        |
| Белци             | 553 (99,1%) | 518 (100,0%) |
| Афроамериканци    | 0 (0,0%)    | 0 (0,0%)     |
| Азијати           | 0 (0,0%)    | 0 (0,0%)     |
| Хиспаноамериканци | 1 (0,2%)    | 0 (0,0%)     |
| Укупно            | 558         | 518          |